# 大矢部
大矢部（おおやべ）は、神奈川県横須賀市の地名。現行行政地名は大矢部一丁目から大矢部六丁目。住居表示は、一丁目〜五丁目が実施済、六丁目は未実施。

## 地理
横須賀市の中央部にある衣笠地区に属し、北に森崎、東に佐原、南に岩戸、南東に武、西に衣笠町と接している。

### 地価
住宅地の地価は、2023年（令和5年）1月1日の公示地価によれば、大矢部2-8-10の地点で10万1000円/m2となっている。

## 世帯数と人口
2023年（令和5年）4月1日現在（横須賀市発表）の世帯数と人口は以下の通りである。なお、六丁目の人口は0人のため、省略とする。
| 丁目         | 世帯数    | 人口    |
| ------------ | --------- | ------- |
| 大矢部一丁目 | 368世帯   | 610人   |
| 大矢部二丁目 | 284世帯   | 619人   |
| 大矢部三丁目 | 1,044世帯 | 2,273人 |
| 大矢部四丁目 | 1,082世帯 | 2,226人 |
| 大矢部五丁目 | 600世帯   | 1,248人 |
| 計           | 3,378世帯 | 6,976人 |

### 人口の変遷
国勢調査による人口の推移。
| 年                 | 人口  |
| ------------------ | ----- |
| 1995年（平成7年）  | 9,324 |
| 2000年（平成12年） | 8,956 |
| 2005年（平成17年） | 8,407 |
| 2010年（平成22年） | 8,164 |
| 2015年（平成27年） | 7,731 |
| 2020年（令和2年）  | 7,221 |

### 世帯数の変遷
国勢調査による世帯数の推移。
| 年                 | 世帯数 |
| ------------------ | ------ |
| 1995年（平成7年）  | 2,869  |
| 2000年（平成12年） | 3,047  |
| 2005年（平成17年） | 2,970  |
| 2010年（平成22年） | 3,014  |
| 2015年（平成27年） | 2,977  |
| 2020年（令和2年）  | 2,971  |

## 学区
市立小・中学校に通う場合、学区は以下の通りとなる（2022年3月時点）。
- 丁目、番・番地等 : 一丁目〜六丁目、各全域
  - 小学校 : 横須賀市立大矢部小学校
  - 中学校 : 横須賀市立大矢部中学校

## 事業所
2021年（令和3年）現在の経済センサス調査による事業所数と従業員数は以下の通りである。
| 丁目         | 事業所数  | 従業員数 |
| ------------ | --------- | -------- |
| 大矢部一丁目 | 33事業所  | 394人    |
| 大矢部二丁目 | 50事業所  | 448人    |
| 大矢部三丁目 | 79事業所  | 573人    |
| 大矢部四丁目 | 46事業所  | 173人    |
| 大矢部五丁目 | 52事業所  | 302人    |
| 大矢部六丁目 | 1事業所   | 8人      |
| 計           | 261事業所 | 1,898人  |

### 事業者数の変遷
経済センサスによる事業所数の推移。
| 年                 | 事業者数 |
| ------------------ | -------- |
| 2016年（平成28年） | 258      |
| 2021年（令和3年）  | 261      |

### 従業員数の変遷
経済センサスによる従業員数の推移。
| 年                 | 従業員数 |
| ------------------ | -------- |
| 2016年（平成28年） | 1,907    |
| 2021年（令和3年）  | 1,898    |

## 施設
- 横須賀市立大矢部小学校
- 横須賀市営公園墓地
- 満昌寺
- 清雲寺

## その他

### 日本郵便
- 郵便番号 : 238-0024[2]（集配局 : 横須賀郵便局[15]）。